# Víctor Raúl Haya de la Torre

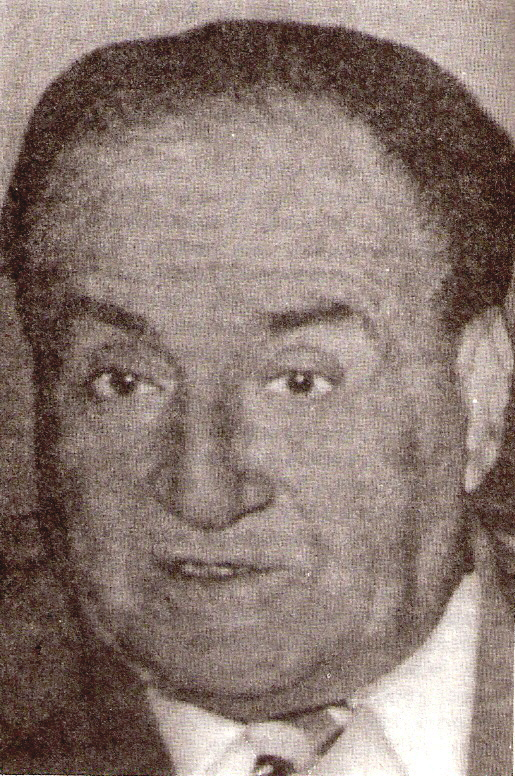
Haya de la Torre (maj 1977)

Víctor Raúl Haya de la Torre (1895–1979) – peruwiański polityk.

## Życiorys
Studiował na uniwersytecie w La Libertad, gdzie działał na rzecz praw Indian, w 1924 założył ruch społeczny i polityczny (później organizacja o charakterze partyjnym) Amerykański Rewolucyjny Sojusz Ludowy (Alianza Popular Revolucionara Americana, APRA; por. apryzm). Zmuszony przez juntę sprawującą władzę do wyjazdu, wyemigrował do Europy (przebywał m.in. w ZSRR), w 1934 powrócił do kraju i startował w wyborach prezydenckich, które przegrał. W późniejszym czasie APRA'ę na przemian legalizowano i delegalizowano, zaś Haya de la Torre powrócił do czynnej działalności politycznej w okresie rządów cywilnych (1956-1962). W 1962 oraz w 1963 ponownie stawał do wyborów prezydenckich. W 1978 przewodzona przez niego APRA uzyskała większość w parlamencie. 
Dla Indian i warstw najbiedniejszych stał się postacią legendarną.